# Большое Пустое (озеро, Курганская область)
Большо́е Пусто́е — солёное озеро на юго-западе Шумихинского района Курганской области России, на границе с Щучанским районом. Озеро находится, в 3,5 км восточнее озера Колмаково-Камышское, в 4 км на северо-восток от села Столбово, в 11 км юго-западнее города Шумихи.
Водоём имеет овальную форму с выделяющимся заливом на юго-западе. Береговая линия слабо изрезана. Зеркало озера расположено на высоте 168 метров над уровнем моря. Площадь водной поверхности — 13,2 км². Длина озера составляет около 5,9 км, максимальная ширина в северной части — 2,7 км. 
Большое Пустое — бессточное озеро, относится к бассейну реки Миасс. Лишь в паводок образуется сток в реку Каменку, впадающую в Миасс. На озере населённые пункты отсутствуют, в 1 км к северо-востоку находится ближайшая деревня Воробьёво. Берега низкие, почти повсеместно заболоченные, на берегах — луга и лесостепь. Острова отсутствуют.

## Орнитология
Озеро является ключевой орнитологической территорией. На его берегах массово концентрируются водоплавающие и околоводные птицы в послегнездовой период и в начале осенней миграции: кряква, чирок-свистунок, чирок-трескунок, свиязь, шилохвост, широконоска, черношейная поганка, красношейная поганка, большой баклан, серая цапля, лебедь-шипун, серый гусь, пеганка, красноголовая чернеть, хохлатая чернеть и другие виды птиц. 